# Odontosida
Odontosida este un gen de molii din familia Sphingidae. 

## Specii
- Odontosida magnificum - (Rothschild 1894)
- Odontosida pusillus - (R Felder 1874)